# (5512) 1988 VD7
1988 في دي 7 (ويعرف أيضًا باسم (5512) 1988 في دي 7 وفق تسمية الكوكب الصغير) (بالإنجليزية: 1988 VD7)‏ هو كويكب ضمن حزام الكويكبات؛ وترتيبه 5512 من حيث الاكتشاف.
اكتُشف هذا الجُرم الفلكي بواسطة Tsutomu Hioki ‏ في 10 نوفمبر 1988.

## وصلات خارجية
- (5512) 1988 VD7 في قاعدة بيانات مختبر الدفع النفاث لأجرام النظام الشمسي الصغيرة

- الاكتشاف · مخطط المدار ·  العناصر المدارية · المعلمات المادية

- (5512) 1988 VD7 على موقع ويكي سكاي: DSS2, SDSS, GALEX, IRAS, Hydrogen α, X-Ray, Astrophoto, Sky Map, Articles and images